# Bieserner Borstel

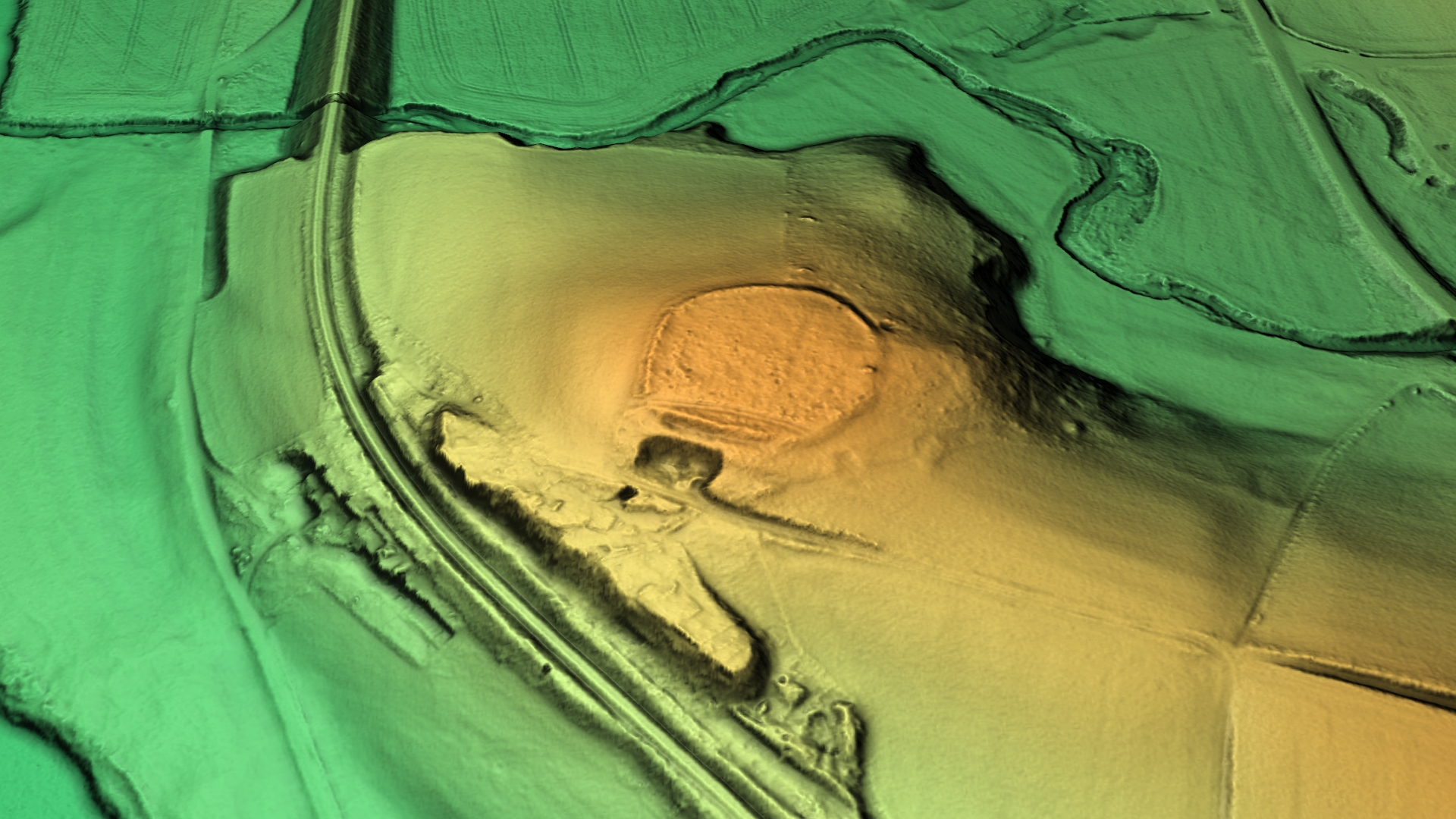
3D-Ansicht des digitalen Geländemodells

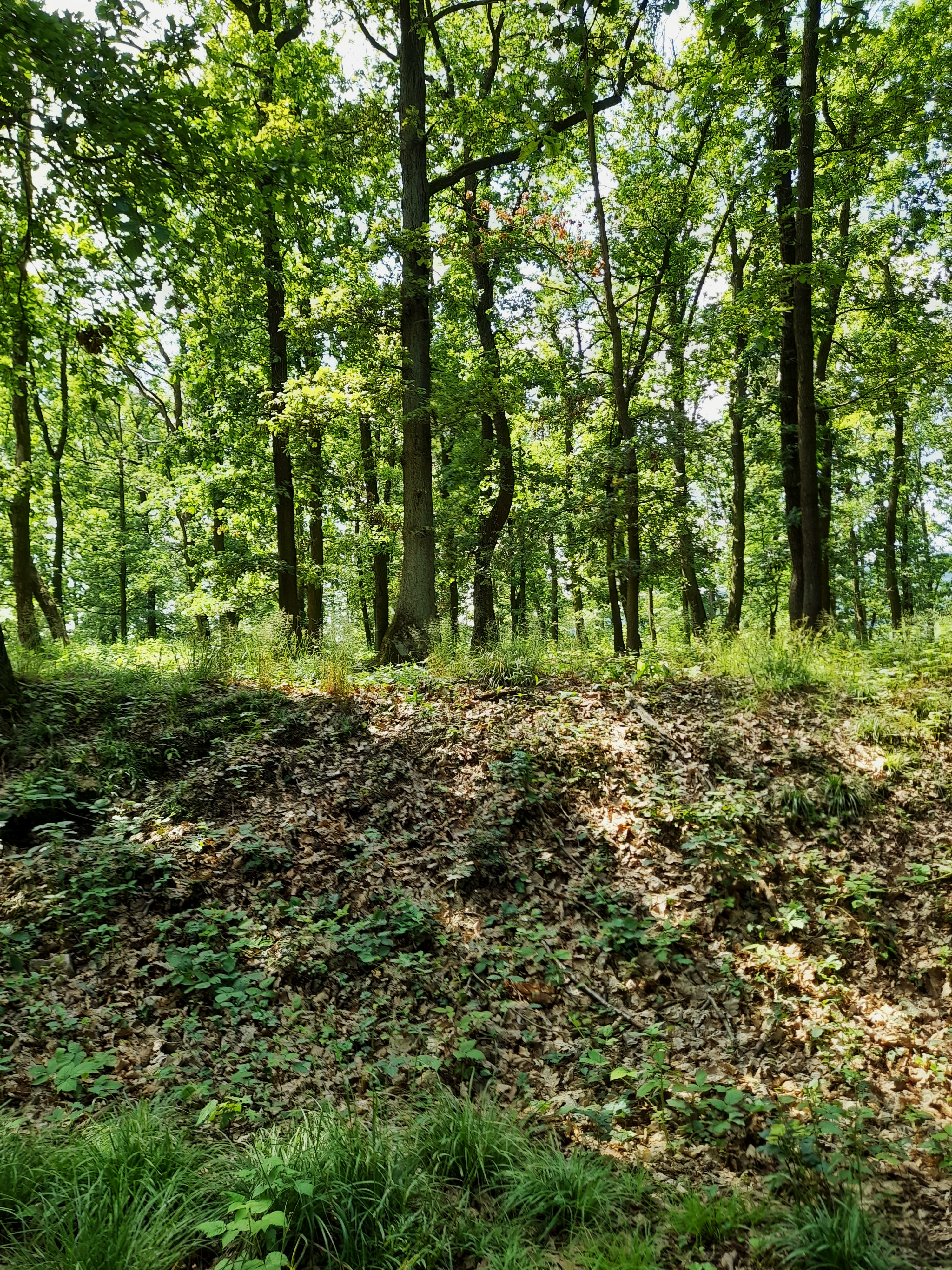
Wald im Bereich Bieserner Bostel

Der Borstel in Biesern, auch Porstel, Borstelberg, Borschel oder Alter Wall genannt, im Seelitzer Ortsteil Biesern im Landkreis Mittelsachsen ist ein slawischer Ringwall aus dem frühen Mittelalter.

## Lage
Der Borstel liegt 300 m südlich von Biesern auf einer spornartig nach Westnordwest gerichteten Kuppe zwischen der Zwickauer Mulde und dem Erlbach.

## Anlage
Es handelt sich um kreisrundes Areal von etwa 55 m Durchmesser. Der umlaufende Wall ist 2 bis 3 m breit und außen noch 1,5 m bzw. innen 0,5 m hoch. Im Südosten ist er weitgehend verebnet. Außerdem sind im Nordosten und Südwesten noch Reste des ehemals umlaufenden Grabens von 3 m Breite und 0,5 m Tiefe erhalten.

## Ausgrabungen und Funde
Auf dem Bieserner Borstel fanden bislang keine modernen wissenschaftlichen archäologischen Ausgrabungen statt. Aus älteren, undokumentierten Ausgrabungen unter anderem von Clemens Pfau stammen mehrere Bruchstücke slawischer Keramik des Leipziger Kreises und geschlitzte Wursthenkel hochmittelalterlicher Keramik, die im Museum Schloss Rochlitz und im Landesamt für Archäologie Sachsen aufbewahrt werden.